# Breno
För andra betydelser, se Breno (olika betydelser).
Breno  är en kommun i provinsen Brescia, i regionen Lombardiet, Italien. Kommunen hade 4 815 invånare (2018) och gränsar till kommunerna Bagolino, Bienno, Braone, Ceto, Cividate Camuno, Condino, Losine, Malegno, Niardo, Prestine och Valdaone.